# 라이브 공식 23: Time 2 Rock
라이브 공식 23: Time 2 Rock은 대한민국 및 일본에서 활동하는 가수 윤하의 첫 번째 전국투어이다. 2010년 10월 30일 서울 공연을 시작으로 서울 2회, 대구 1회, 부산 1회 등 총 4회의 공연을 가졌다.

## 공연 일자
| 날짜             | 타이틀          | 도시 | 장소                    |
| ---------------- | --------------- | ---- | ----------------------- |
| 2010년 10월 30일 | 라이브공식 23-1 | 서울 | AX-KOREA                |
| 2010년 10월 31일 | 라이브공식 23-1 | 서울 | AX-KOREA                |
| 2010년 11월 13일 | 라이브공식 23-2 | 대구 | 영남대학교 천마아트센터 |
| 2010년 11월 20일 | 라이브공식 23-3 | 부산 | KBS 부산홀              |

## 셋리스트

### 1부
1. Someday
2. Hero
3. Break Out
4. Gossip Boy
5. 手をつないで
6. 儚く強く
7. Delete
8. (Video)
9. 첫눈에
10. 사랑하다
11. うそばっかり (전주. 피아노) + Strawberry days (1절)
12. Peace Love & Icecream

### 2부
1. One Shot
2. 좋아해
3. Best Friend
4. Girlfriend  (에이브릴 라빈 커버)
5. 텔레파시
6. Get the party started (핑크 커버)
7. 비밀번호 486

### 앙코르
1. 말도 안돼
2. 혜성